# SBA
SBA — литовская группа компаний, владеющая более чем 30 предприятиями, производящими мебель, одежду и ведущими деятельность в сферах недвижимости и управления инвестициями.

## Дочерние компании

### Мебель
- SBA baldų kompanija:
  - Visagino linija
  - Šilutės baldai — производство кухонной мебели;
  - Klaipėdos baldai
  - Germanika
- Kauno baldai — производство мягкой мебели;
- Innovo logistika

### Одежда
- Utenos trikotažas
- Šatrija
- Mrija

### Недвижимость
- Green Hall
- BLC
- Kauno Dokas

### Управление инвестициями
- Capitalica Asset Management

## Руководство
Президент и единоличный владелец концернa мебельной промышленности Литвы — Арунас Мартинкявичюс.